# ايلوريلس باسليتي
هو نوع من العنكبوت القافز من جنس ايلوريلس تم العثور عليه في الجزائر والمغرب وتونس. تم التعرف على العنكبوت ، الذي كان يُطلق عليه في الأصل سولتيكس باسليتي ، لأول مرة في عام 1846 من قبل هيبوليت لوكاس ، ولكن تم فقد النمط الأصلي للذكور. تم وصف الأنثى لأول مرة في عام 2006. العنكبوت صغير ويصعب تمييزه عن النوعين المرتبطين به ايلوريلس لوكتيوسز وايلوريس موناردي. يتراوح طول الدرع البني الداكن عادة بين 2.8 و 3.4 ملم (0.11 و 0.13 بوصة) ، ويبلغ طول البطن الرمادي والأصفر ما بين 2.3 و 4 ملم (0.091 و 0.157 بوصة) ، وتكون الأنثى أكبر من الذكر. الدرع له شريط واحد في المنتصف. في حين أن الأنثى يصعب تمييزها مقارنة بالآخرين في الجنس ، إلا أن لدى ذكر العنكبوت أشرطة مميزة بيضاء أو مصفرة على الكريبوس. يمتلك الذكر صمة منحنية متنوعة بشكل كافٍ بين العناكب الفردية بحيث لا تكون محددة بشكل كافٍ لتحديد النوع.

## التصنيف
تم وصف ايلوريس باسليتي لأول مرة من قبل عالم العنكبوت الفرنسي هيبوليت لوكاس في عام 1846. وكان يطلق عليه في البداية سولتيكس باسليتي وخصص له جنس قافز. اشتق اسم الجنس من الكلمة اللاتينية Saltus ، والتي تعني شيئًا يقفز. في عام 1876 ، نقل يوجين سيمون النوع إلى جنس Aelurops ثم في عام 1880 ، نقله بيتر بافيسي إلى جنس إكتيدوبس قبل أن ينقله سيمون أخيرًا إلى ايلوريس في عام 1886.  تم وصف جنس الايلوريس لأول مرة بواسطة يوجين سيمون قبل عام واحد ، في عام 1885.  اشتق اسم الجنس من الكلمة اليونانية التي تعني قطة.  تم وضعه في القبيلة الفرعية إيلوريلينا في قبيلة ايلوريليني ، وكلاهما سُمي على اسم الجنس ، بواسطة واين ماديسون في عام 2015. تم تخصيص هذه إلى كليد سالتافريزيا. في عام 2017 ، تم تجميع الجنس مع تسعة أجناس أخرى من العناكب القافزة تحت اسم ايلوريلس بواسطة جيرزي بروزينسكي.

## وصف
في البداية ، تم وصف الذكر فقط.  العنكبوت صغير ، يبلغ طوله حوالي 6 مم (0.24 بوصة). الذكر لديه درع بني داكن يبلغ طوله عادة 2.8 مم (0.11 بوصة) وعرضه 2 مم (0.079 بوصة). يعبر خطان أبيضان حقل العين السوداء ويمتدان على طول بقية الدرع. يبلغ طول البطن ذات اللون الرمادي والأصفر 2.3 ملم (0.091 بوصة) وعرضه 1.7 ملم (0.067 بوصة). لها جانب سفلي بني مع شريط أبيض عريض في المنتصف. الكليبوس بني ومغطى بشعر كثيف إما أبيض أو أسمر. تشكل الشعيرات عصابات عريضة مميزة للأنواع. يكون الكلاب قرني بنية مع شعر بني قصير والغزلان رمادي-بني. الأرجل صفراء. كما أن المشابك صفراء اللون ولها غطاء من الشعر الأبيض. يحتوي بصلة البال بال على اثنين من نهايات الظنبوب القصيرة وملحقات ممزوجة مميزة تمتد من المنتصف. يتم تقريب بصلة البالال بصمة ملفوفة طويلة لها نهاية معقوفة. يُظهر شكل الصمة تباينًا كافيًا بحيث لا يكون سمة مميزة للأنواع. 
لم يتم وصف الأنثى حتى عام 2006.  إنه كبير ، مع درع يبلغ طوله 3.4 مم (0.13 بوصة) وعرضه 2.6 مم (0.10 بوصة). إنه مشابه في اللون ولكن له غطاء من المقاييس البيضاء والصفراء التي يمكن أن تشكل نمطًا يذكرنا بالشبكة. البطن أكبر أيضًا ، بطول 4.0 ملم (0.16 بوصة) وعرض 2.9 ملم (0.11 بوصة). إنه متشابه في اللون في الجزء العلوي ، لكن الجانب السفلي له نمط مماثل من المقاييس البني والأبيض. على الرغم من أن clypeus متشابه في اللون ، إلا أن الكثير من الميزات المتبقية أغمق. يكون لون الكلسري بنيًا أكثر قتامة ، والغزلان بني-رمادي والأرجل بها بقع بنية داكنة على خلفية بنية. يحتوي إيبيجين على جيب وقنوات جماعية قصيرة. 
يعتبر العنكبوت نموذجيًا للجنس ويمكن الخلط بينه وبين الأنواع الأخرى ذات الصلة. إنه متشابه ظاهريًا ، لا سيما في نمطه. يمكن تمييزه عن ايلوريلس موناردي و ايلوريلس لكتيوسز من خلال عصابة الشعر على الغلاف. لا يمكن تمييز الإناث تقريبًا. وبالمثل ، هناك تباين كبير جدًا في بصلة البصلة الذكرية لتمكين التمايز الواضح.

## توزيع
تم العثور على العنكبوت في الجزائر والمغرب وتونس. تم التعرف على العنكبوت لأول مرة من قبل لوكاس في قسنطينة ، الجزائر. تم فقدان هذا النمط الشامل في وقت لاحق. كما تم العثور على أمثلة في مواقع في جميع أنحاء البلاد بما في ذلك الزموري في عام 1984 ، والحراش في عام 1985 ، ورغاية في عام 1988 وتاغيت في عام 1989.  تم العثور على العنكبوت في تونس ، وقد لوحظ لأول مرة في عين دراهام بواسطة يوجين سيمون عام 1885. وقد تم التعرف عليه في جندوبة ونابل وتونس. في عام 2003 ، وصف جيرزي بروزينسكي ذكرًا عنكبوتًا من بلاد الشام ، والذي اعتبره مثالًا آخر على هذا النوع. ومع ذلك ، عندما أعادت جالينا ازاركينا و ديمتري لوجونوف دراسة هذا المثال في عام 2006 ، وجد أنه الايلوريس لكتيسوز ذي الصلة. في عام 2013 ، وجدت ليفيو موسكاليوك المثال الأول في المغرب ، بالقرب من سيدي كاوكي. 
من حيث الموطن ، يسكن العنكبوت مجموعة واسعة من البيئات. تم العثور على أمثلة في الأراضي العشبية المفتوحة بين النباتات المزهرة مثل أقصليس ماعزي ، في مناطق الشجيرات مثل قريضة مريمية الأوراق ، بالقرب من البرك الموجودة في الكثبان الرملية ، في بساتين النخيل وداخل مزارع أشجار الأرز.